# Giulio Alessio
Pour les articles homonymes, voir Alessio.
Giulio Alessio (Padoue, 13 mai 1853 - Padoue, 19 décembre 1940) est un économiste, homme politique et universitaire italien.

## Biographie
Après avoir obtenu sa licence en droit en 1874, il obtient en 1888 la chaire de sciences financières et de droit financier à l'université de Padoue.
Député depuis 1897, il est sous-secrétaire des Finances dans le premier ministère Sonnino (1906), vice-président de la Chambre des députés (1913 - 1919), ministre de l'Éducation (1920), ministre de l'Industrie et du Commerce (1920 - 1921), ministre de la Grâce et de la Justice (1921), et ministre des Postes et Télégraphes (1920).
D'origine juive, il est un adversaire déterminé du fascisme et participe à la sécession de l'Aventin (Secessione dell'Aventino) (juin 1924). En novembre 1924, il rejoint l'Union nationale des forces libérales et démocratiques (Unione Nazionale delle forze liberali e democratiche) de Giovanni Amendola.
Persécuté pour ses positions politiques, en 1928, après l'attentat du 12 avril à la Foire de Milan contre le roi Vittorio Emanuele III, il est arrêté et contraint d'abandonner l'enseignement universitaire ; il continue cependant à étudier et à préparer un ouvrage majeur sur l'État italien, qui publié peu avant sa mort.
Signataire en 1925 du Manifeste des intellectuels antifascistes (Manifesto degli intellettuali antifascisti) rédigé par Benedetto Croce en réponse polémique au document similaire et opposé d'adhésion au régime préparé par le philosophe Giovanni Gentile, il est parmi les dix Académiciens des Lyncéens qui refusent de prêter serment au fascisme en 1933.
Il est membre de la franc-maçonnerie.

## Œuvres littéraires
- Saggio sul sistema tributario in Italia e suoi effetti economici, 2 vol., Turin, Bocca, 1883-1887. Il inclut:
  - Le basi economiche del sistema tributario
  - Le imposte indirette e le tasse
- Studi sulla teorica del valore del cambio interno, Turin, Bocca, 1890.
- La funzione del Tesoro nello Stato moderno, Padoue- Verone, F.lli Druecker, 1894.
- Disegno di una riforma razionale del sistema tributario italiano: premesse e progetto di legge, Bologne, Tip. A. Garagnani e figli, 1901.
- Contributo al concetto economico-nazionale del patrimonio e del reddito: studio, Venise, Premiate officine grafiche di C. Ferrari, 1911.
- Lezioni di economia politica: anno accademico 1922-23, Padoue, La Litotipo, 1923.
- Ulteriori studii sulla teoria del reddito nazionale, Rome, Tip. della R. Accademia nazionale dei Lincei, 1923.
- Lezioni di economia politica: Parte terza. R. Università di Padova, anno accademico 1924 25, Padoue, La Litotipo, 1925.
- La rivalutazione della lira, Milan, Societa editrice libraria, 1926.
- Introduzione all'economia politica: anno accademico 1927-28, Padoue, CEDAM, 1928
- Lo stato italiano, 2 voll., Città di Castello - Bari, Macri, 1939. Il inclut:
  - La formazione del carattere del popolo
  - Le istituzioni politiche prima della guerra mondiale
- La crisi dello stato parlamentare e l'avvento del fascismo, PAdoue, CEDAM, 1946[7].

## Prix d'honneur
Il est membre des académies et institutions scientifiques suivantes:
- Académie des Lyncéens (Accademia Nazionale dei Lincei) depuis 1916.